# Francesco de Bourcard
Pour les articles homonymes, voir Bourcard.
Francesco de Bourcard, de Naples, né le 23 mars 1821 à Naples et mort dans la même ville le 10 mai 1886, est un éditeur et homme de lettres italien du XIXe siècle d'origine suisse. Il est connu pour avoir publié l'Usi e costumi di Napoli e contorni descritti e dipinti, ouvrage décrivant la ville de Naples et ses traditions locales.

## Biographie
Francesco de Bourcard naît en Italie dans une famille suisse originaire de Bâle. Son père le maréchal Emanuele Burckhardt, dont le nom est francisé en de Bourcard, était capitaine général du royaume de Naples et s'est distingué lors de la guerre de Sept Ans et lors de la conquête romaine de 1798-1799.
Passionné par la vie quotidienne des Napolitains, il s'est consacré pendant presque vingt ans, de 1847 à 1866, à la rédaction de l'Usi e costumi di Napoli e contorni descritti e dipinti, œuvre qui l'a rendu célèbre, dont le premier volume est publié en 1853. Il y présente les coutumes, fêtes populaires et religieuses, ainsi que les personnages typiques de la ville. On y retrouve en outre une centaine de lithographies exécutées par différents collaborateurs de de Bourcard et qui accompagnent le texte.
Son œuvre est très particulière, puisqu'elle regroupe d'éminents écrivains et artistes locaux comme Giuseppe Regaldi, Carlo Tito Dalbono (it), Francesco Mastriani, Emmanuele Rocco, Emanuele Bidèra, Achille de Lauzières (it) et Enrico Cossovich, dans le premier volume, et Francesco Pisante, Teodoro Duclère, Filippo Palizzi, Pasquale Mattei, Teodoro Ghezzi, Francesco Saverio Altamura, Carlo Martorana et Nicola Palizzi dans le second. Les Palizzi ont effectué près de la moitié des cent esquisses.

## Publications
- Isotta : dramma in quattro atti, Naples, Tip. del Giornale Il Salvator Rosa, 1844.
- Usi e costumi di Napoli e contorni descritti e dipinti, Volume I, 1853 ;
- Usi e costumi di Napoli e contorni descritti e dipinti, Volume II, 1866.

réimpression : Naples, Marotta & Marotta, 2002 (réimpression),  (ISBN 9788899130305).